# Esna
För andra betydelser, se Esna (olika betydelser).
Esna (arabiska: إسنا, Isnā) är en stad i Egypten, på Nilens västra strand, 55 km söder om Luxor. Folkmängden uppgår till cirka 85 000 invånare. Det finns två större turistattraktioner i staden, en souk och ett tempel från tiden för den Ptolemaiska dynastin.
Runt omkring staden finns även ruiner efter flera koptiska byggnader. Esna var tidigare känd för sin keramiska tillverkning och stora handel med säd och boskap.

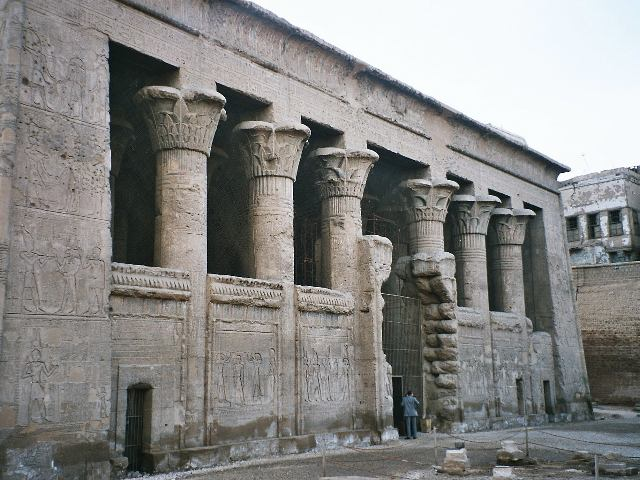
Khnumtemplet.

Khnumtemplets fundement ligger 9 meter under den aktuella marknivån. De nyaste delarna skapades under kejsare Claudius och avslutades under kejsare Decius när regionen ingick i Romerska riket. Andra väggar av templet visar några av de sista hieroglyferna som utfördes. Texten beskriver bland annat relationerna mellan gudarna Khnum och Neith. Neit framställs som nilabborre (Lates niloticus) - en symol för fruktbarhet. Även kejsare Commodus lät uppföra relief i egyptisk stil. När Muhammed Ali av Egypten härskade över regionen använde han templet som lager för krut.